# Borsod-Abaúj-Zemplén
Borsod-Abaúj-Zemplén, běžně zkracovaná jako BAZ, je župa v nejsevernější části Maďarska. Vznikla v této podobě v roce 1950. Hlavním městem je Miskolc. Župa je druhou nejrozlehlejší (7247 km²) a druhou nejlidnatější (739 143 obyv. v roce 2004) v Maďarsku. Náleží jí prvenství v počtu obcí (358).

## Historie

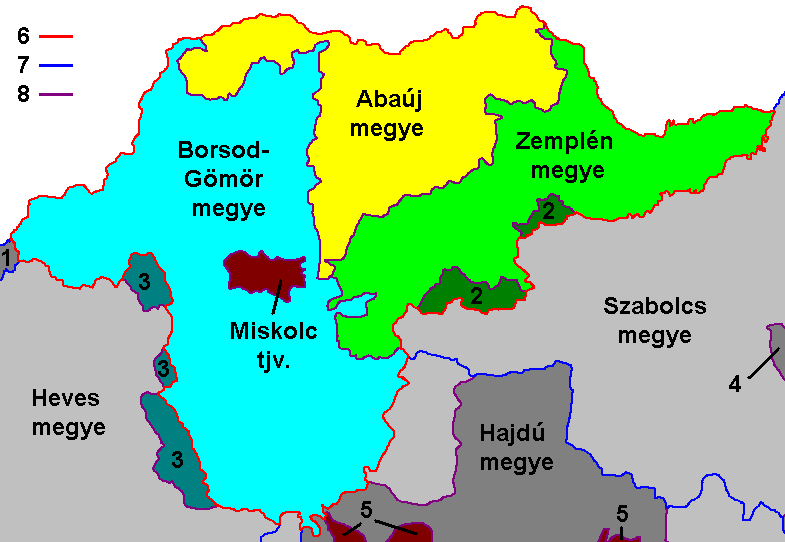
Župa vytvořená roku 1950 v kontextu předešlých správních celků

Současná župa zaujímá maďarské části někdejších uherských žup Abovsko-turnianské (Abaúj-Torna) a Zemplínské (Zemplén), téměř celou historickou župu Boršod (Borsod), okrajové jižní části Gemeru (Gömör) a nepatrné okrajové severozápadní části bývalé Szabolčské župy (Szabolcs). Borsod-Abaúj-Zemplén hraničí se župami Nógrád, Heves, Jász-Nagykun-Szolnok, Hajdú-Bihar a Szabolcs-Szatmár-Bereg a severu se Slovenskem.

## Přírodní poměry
Krajina župy Borsod-Abaúj-Zemplén je velmi pestrá. Na západ zasahuje pohoří Bukové hory (maďarsky Bükk), na severozápad krasová oblast Aggtelek, která pokračuje na Slovensku jako Slovenský kras. Východně od ní se prostírá nízká pahorkatina Cserehát a pak masiv Slanských vrchů (v Maďarsku zvaných Tokajské nebo Zemplínské). Jih, střed a východ župy je plochý. Díky surovinové základně (uhlí, železná ruda) patřila oblast k centrům maďarského těžkého průmyslu. Jižní svahy otevřené do Velké uherské nížiny jsou příznivy vinařství, přičemž se zde nachází i proslulá vinařská oblast tokajská. Hlavní řekou je Tisa (Tisza), protékající podél celé jihovýchodní hranice župy a přijímající pod Miskolcem přítoky Slaná (Sajó) s Hornádem (Hernád) a nad Tokajem Bodrog. Na území župy jsou dva národní parky, Národní park Bükk a Národní park Aggtelek.

## Doprava
Župou prochází dálnice M3 Budapešť – Debrecín / Nyíregyháza, z níž se odpojuje přivaděč M30 do Miskolce, odkud pokračuje dálková silnice č. 3 směr Košice a Řešov. Je tudy vedena evropská silnice E71 (Split – Záhřeb – Budapešť – Košice) a E79 (Miskolc – Debrecín – Rumunsko – Sofie – Soluň). 
Hlavním železničním uzlem župy je Miskolc, kudy prochází hlavní trať Budapešť – Hatvan – Miskolc – Nyíregyháza a odpojují se tratě směr Bánréve, Košice a Sátoraljaújhely.

## Města
| pořadí | název           | poč. obyv. roku 2001 | poč. obyv. 1. 1. 2024 |
| ------ | --------------- | -------------------- | --------------------- |
| 1.     | Miskolc         | 180 282              | 143 502               |
| 2.     | Ózd             | 39 114               | 30 550                |
| 3.     | Kazincbarcika   | 32 934               | 23 990                |
| 4.     | Mezőkövesd      | 17 995               | 15 541                |
| 5.     | Tiszaújváros    | 17 581               | 14 700                |
| 6.     | Sátoraljaújhely | 18 352               | 12 973                |
| 7.     | Sajószentpéter  | 13 343               | 11 251                |
| 8.     | Sárospatak      | 14 718               | 10 583                |
| 9.     | Edelény         | 11 220               | 9 198                 |
| 10.    | Szerencs        | 10 213               | 8 360                 |
| 11.    | Felsőzsolca     | 7 157                | 6 401                 |
| 12.    | Putnok          | 7 625                | 6 335                 |
| 13.    | Encs            | 7 000                | 6 147                 |
| 14.    | Mezőcsát        | 6 578                | 5 611                 |
| 15.    | Alsózsolca      | 6 190                | 5 502                 |
| 16.    | Szikszó         | 6 062                | 5 455                 |
| 17.    | Nyékládháza     | 5 021                | 4 978                 |
| 18.    | Emőd            | 5 471                | 4 739                 |
| 19.    | Onga            | 4 745                | 4 703                 |
| 20.    | Szendrő         | 4 355                | 3 961                 |

## Okresy

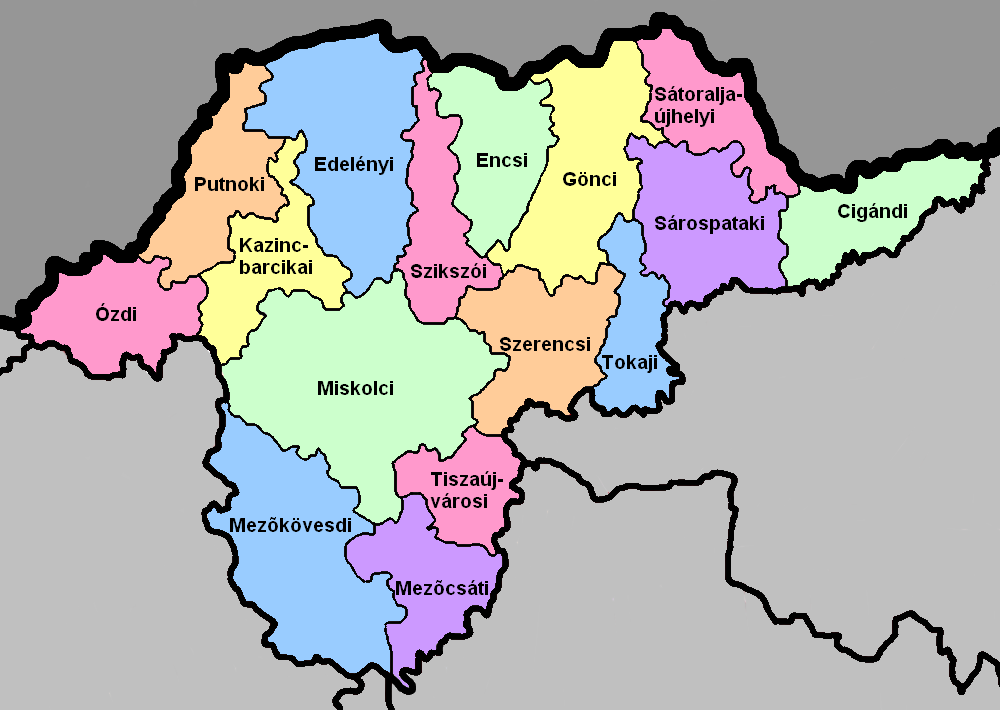
Rozdělení župy na okresy

Župa se dělí na 16 okresů
| číslo | název                 | sídlo           | počet obcí | rozloha (km²) | počet obyv. (1. 1. 2023) |
| ----- | --------------------- | --------------- | ---------- | ------------- | ------------------------ |
| 1     | okres Cigánd          | Cigánd          | 15         | 390,0         | 16 294                   |
| 2     | okres Edelény         | Edelény         | 45         | 717,9         | 34 012                   |
| 3     | okres Encs            | Encs            | 29         | 378,4         | 21 783                   |
| 4     | okres Gönc            | Gönc            | 32         | 549,7         | 19 459                   |
| 5     | okres Kazincbarcika   | Kazincbarcika   | 22         | 341,7         | 65 823                   |
| 6     | okres Mezőcsát        | Mezőcsát        | 8          | 351,3         | 14 635                   |
| 7     | okres Mezőkövesd      | Mezőkövesd      | 23         | 723,9         | 42 442                   |
| 8     | okres Miskolc         | Miskolc         | 39         | 972,8         | 245 384                  |
| 9     | okres Ózd             | Ózd             | 17         | 385,6         | 54 527                   |
| 10    | okres Putnok          | Putnok          | 26         | 391,3         | 19 252                   |
| 11    | okres Sárospatak      | Sárospatak      | 16         | 477,7         | 25 057                   |
| 12    | okres Sátoraljaújhely | Sátoraljaújhely | 21         | 321,4         | 22 673                   |
| 13    | okres Szerencs        | Szerencs        | 14         | 432,1         | 38 259                   |
| 14    | okres Szikszó         | Szikszó         | 24         | 309,3         | 17 566                   |
| 15    | okres Tiszaújváros    | Tiszaújváros    | 16         | 248,9         | 31 801                   |
| 16    | okres Tokaj           | Tokaj           | 11         | 255,8         | 13 383                   |

## Galerie

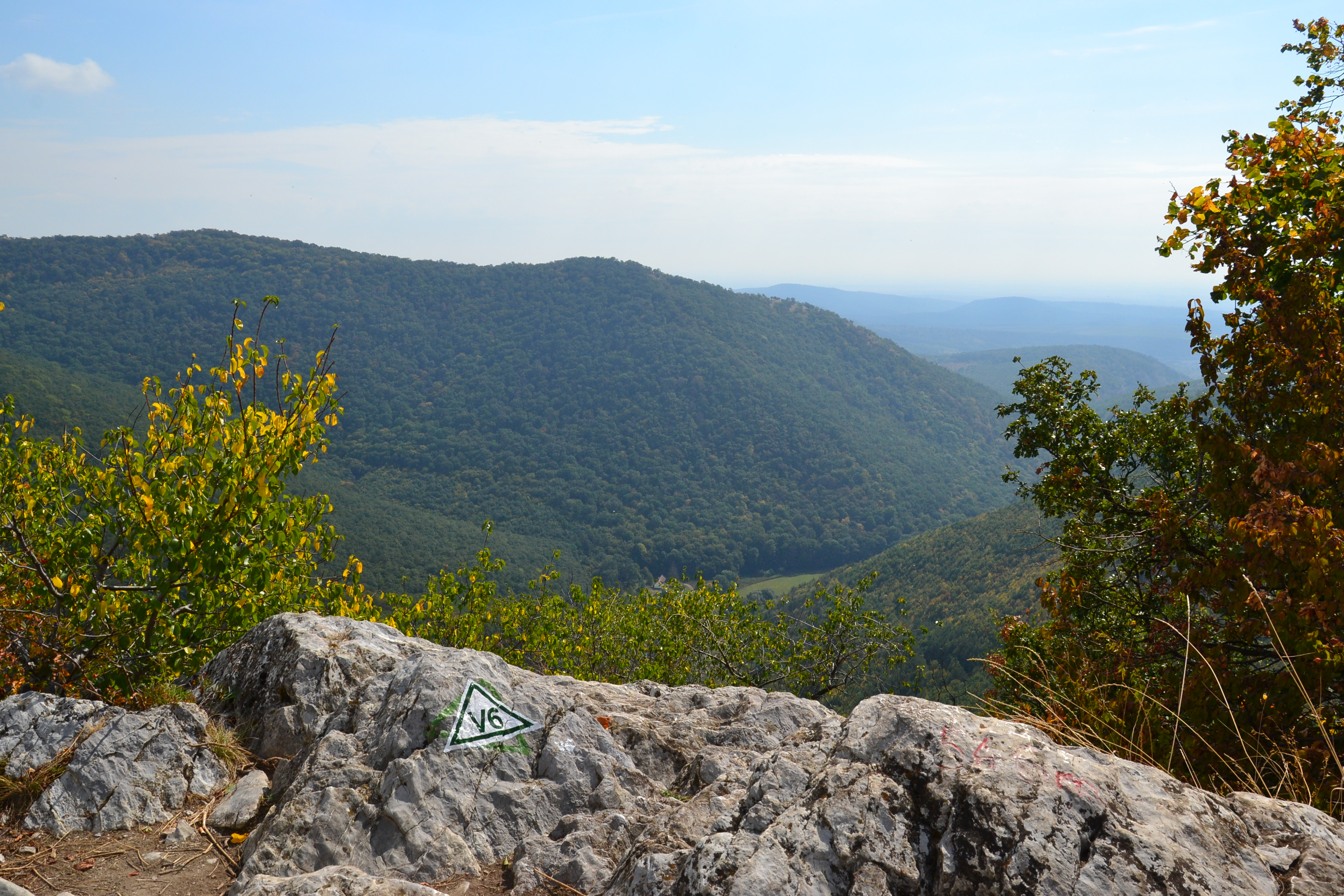
Bukové hory
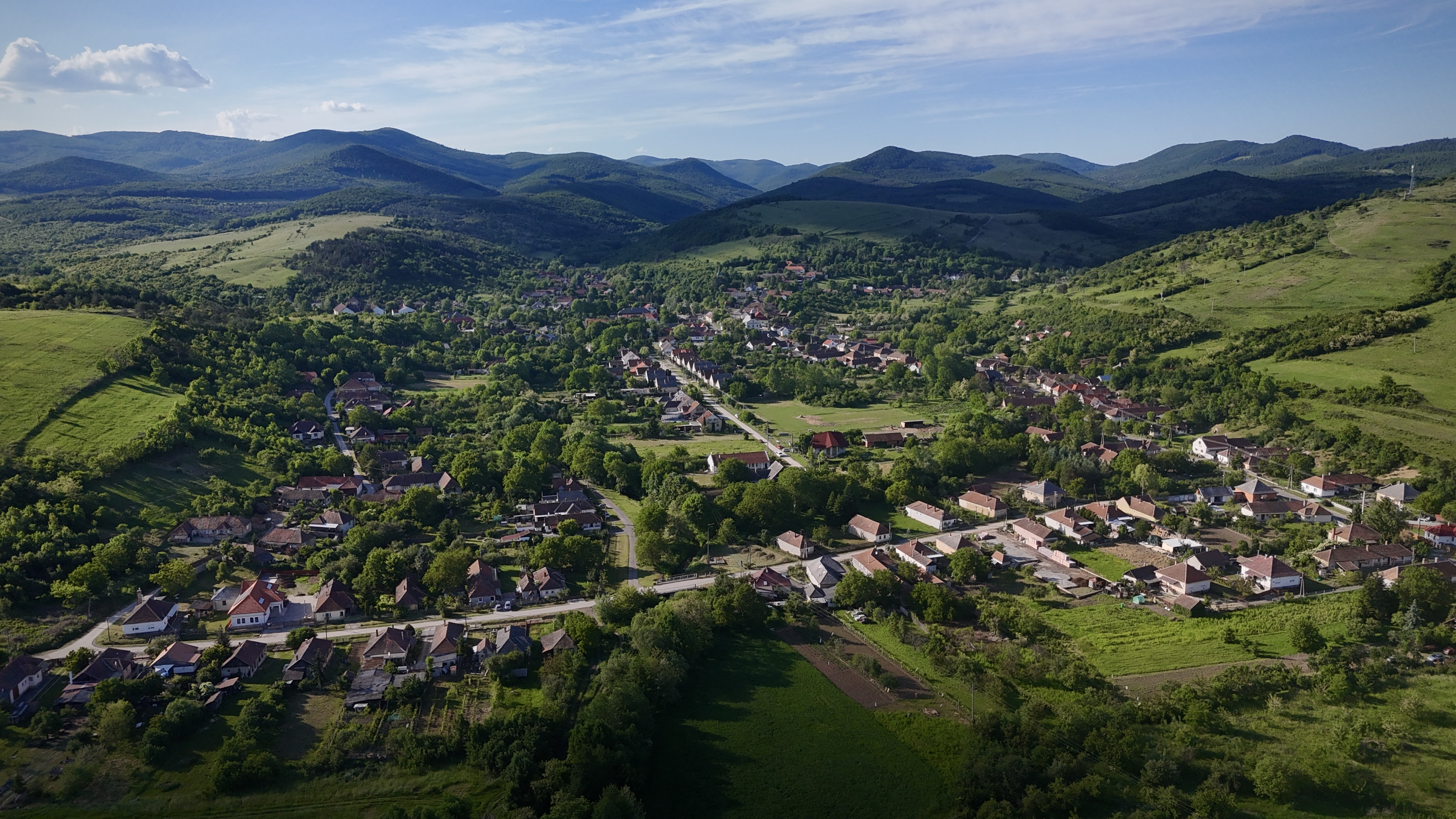
ves Erdőhorváti ve Slanských vrších
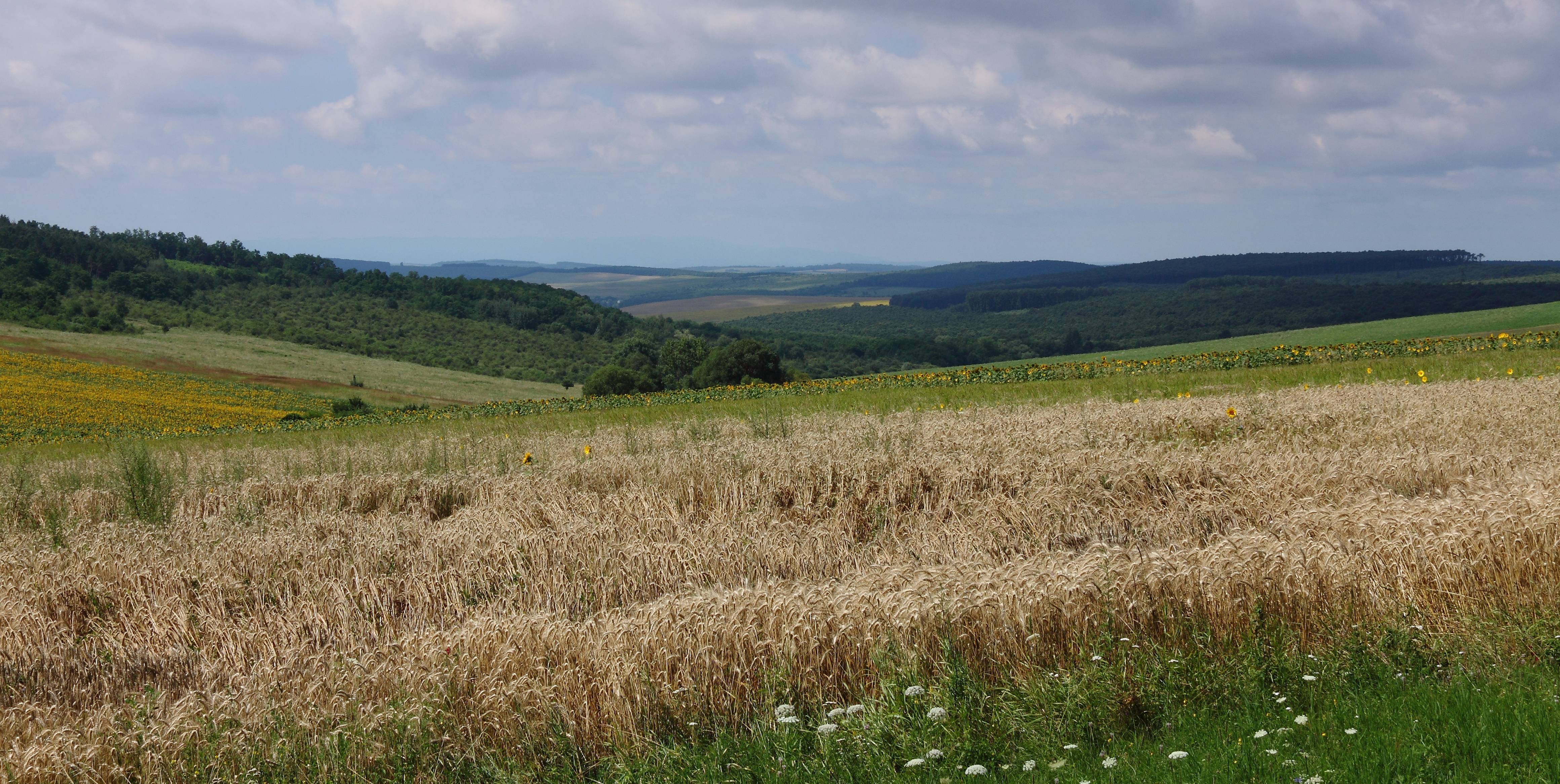
krajina Cserehátu
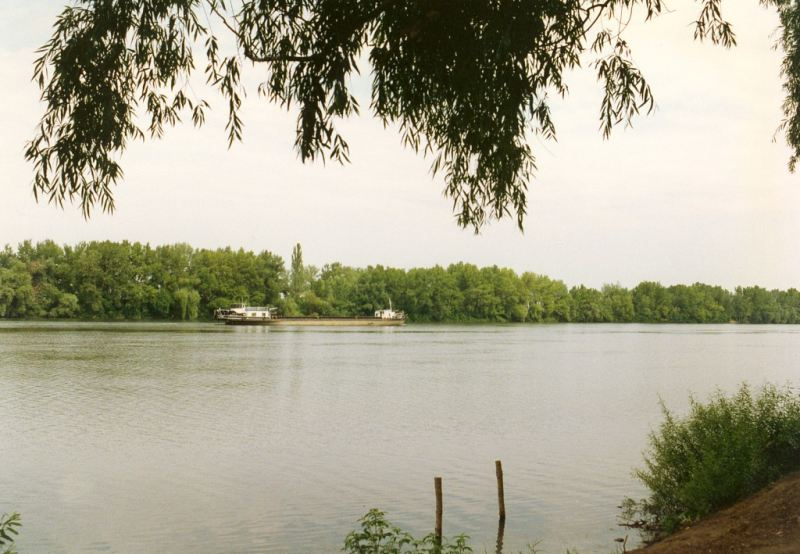
Tisa jižně od Tokaje
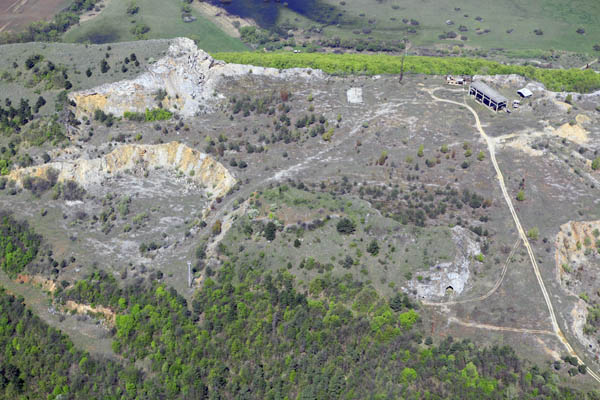
krasová krajina v NP Aggtelek
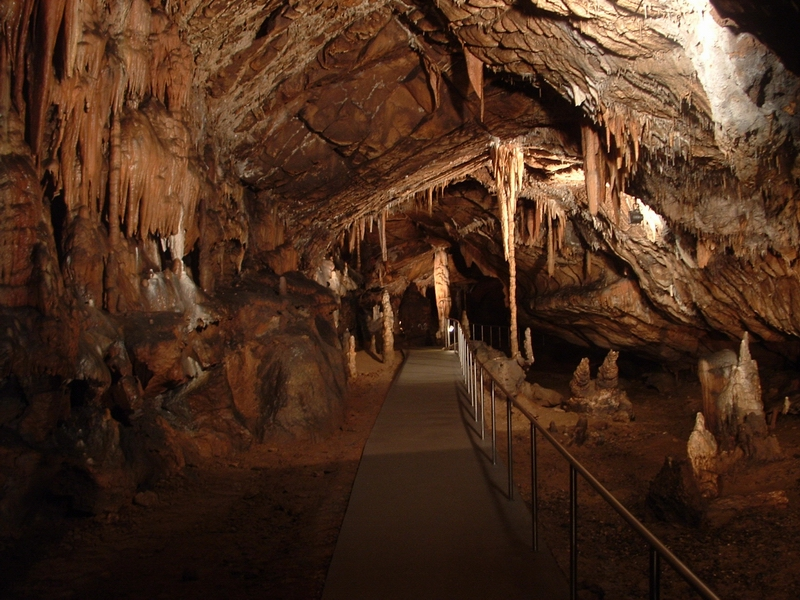
jeskyně Baradla
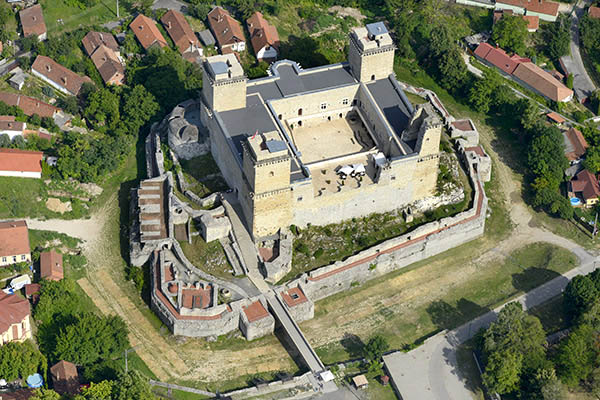
hrad Diósgyőr
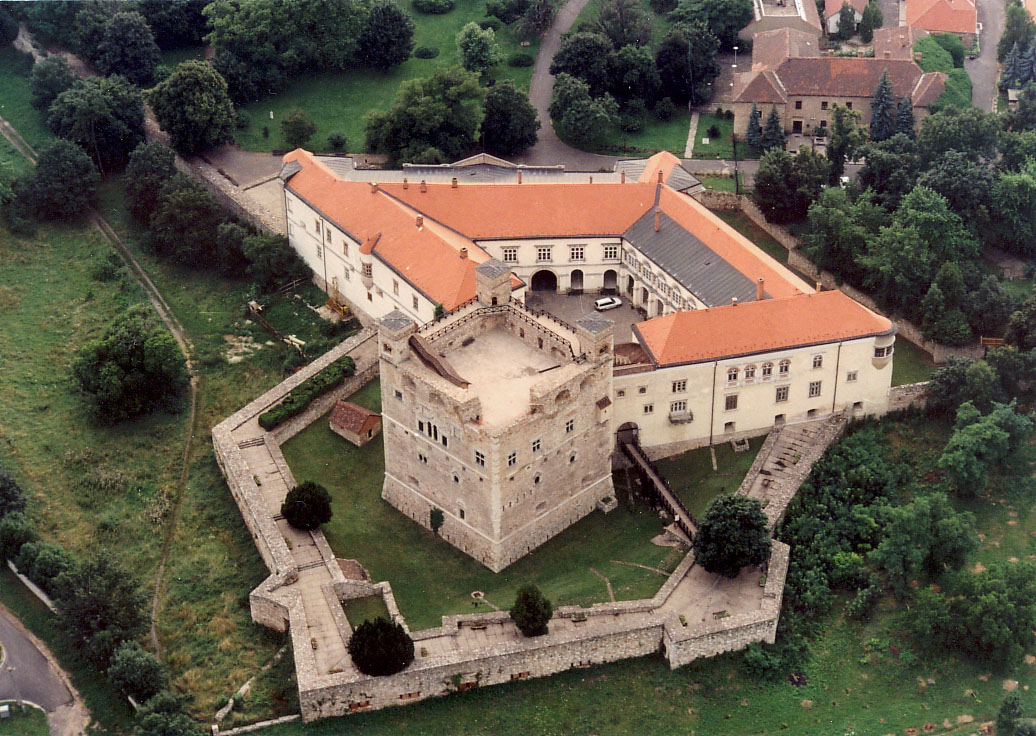
hrad Sárospatak
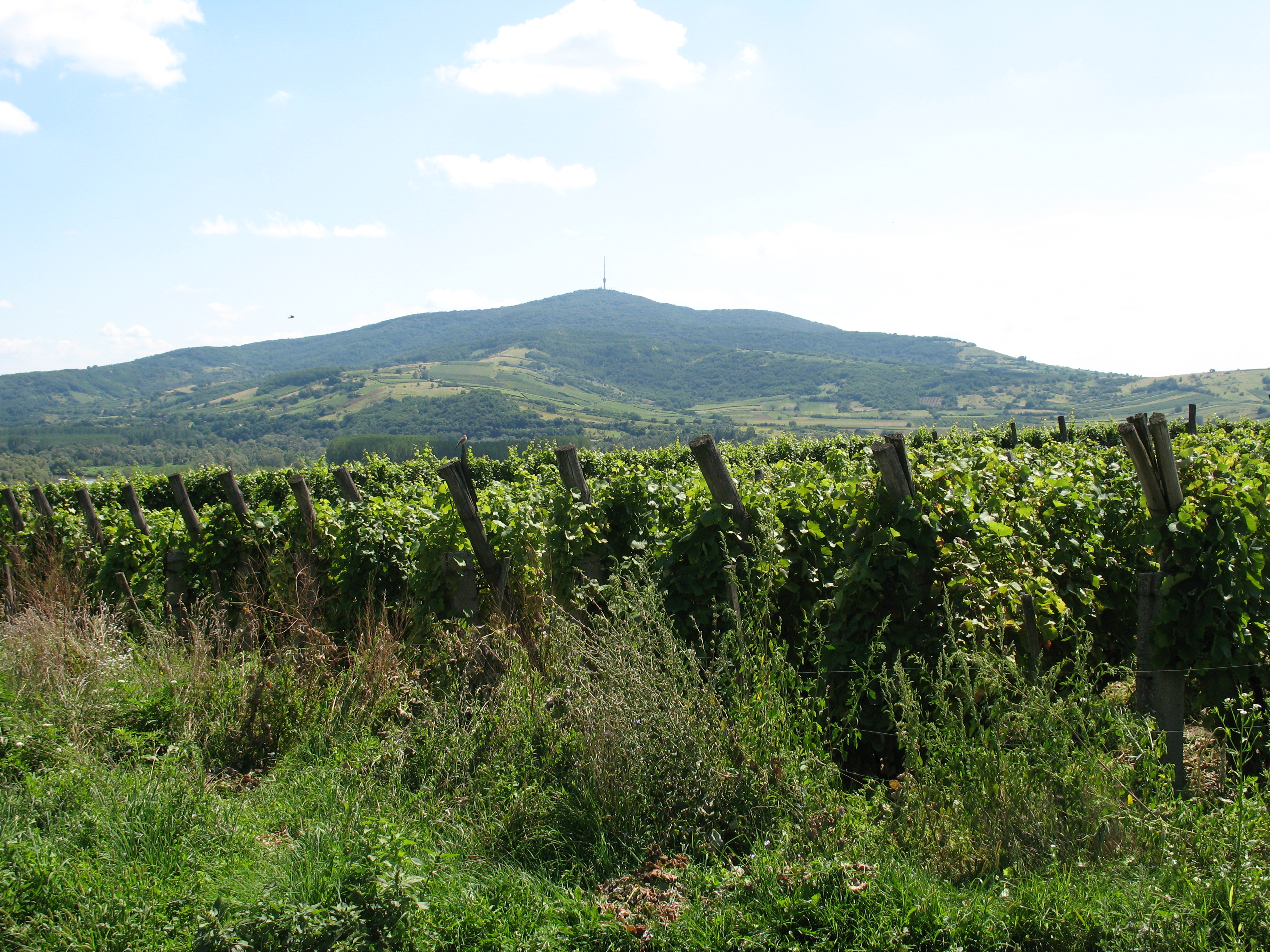
pohled přes vinice na Tokajskou horu
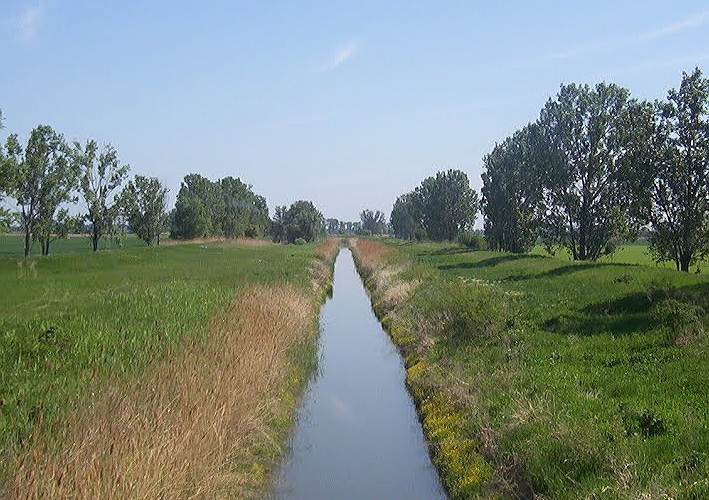
kanál Csincse v rovině Mezőség na jihu župy